# Bombardier Q400
Dimensions
Le Q400, fabriqué par Bombardier Aéronautique, est un avion destiné au transport de passagers. Appelé initialement « DHC-8-400 » quand il était fabriqué par de Havilland Canada (DHC), il a été renommé « Q400 » après l'acquisition en 1992 de DHC par Bombardier Aéronautique. En 2018, sa fabrication a été cédée à Viking Air qui a annoncé en janvier 2021 la suspension de sa production.
Le Dash 8-Q400 est le plus gros appareil de la série Dash 8 (10,1 mètres plus long que le Dash 8-Q100). Il possède deux turbopropulseurs PW150A à six pales, contrairement aux autres moteurs de Dash 8, dont les hélices ont quatre pales. La lettre « Q » dans Q400 est pour quiet (« silencieux »), l'utilisation de six pales réduisant l'émission sonore. Le Q400 possède aussi le Noise and Vibration Suppression (NVS), un système réduisant les vibrations et le bruit. Il consomme moins de carburant et émet moins de gaz polluant. Il est aussi l'un des plus rapides avions turbopropulsés avec sa vitesse de croisière moyenne de 670 km/h.
Le Dash 8-Q400 ressemble particulièrement à l'ATR 42, à l'ATR 72 et au Fokker F50 de la concurrence.
Le Dash 8-Q400 dispose d'une version bombardier d'eau équipant, entre autres, la Sécurité civile française (voir le profil en encart). Cet avion est dénommé Q400 MR, les lettres « MR » signifiant « multirôle ». En effet, outre sa capacité d'emport de 10 tonnes d'eau ou de retardant en mission de lutte contre les incendies de forêts, il peut transporter des passagers ou 9 tonnes de fret.
Le système de largage est composé d'une soute, réservoir de 10 000 litres plaqué sous le fuselage, d'un calculateur commandant deux portes permettant un largage dit constant flow (« débit constant ») afin d'assurer l'arrosage au sol quantitatif et qualitatif choisi par l'équipage.
Le Q400 offre un assez grand espace par passager qui, combiné au NVS, rend le voyage nettement plus confortable et plus agréable que sur les autres avions turbopropulsés régionaux. Il peut embarquer de 74 à 90 passagers. La version 74 passagers comporte 8 places en classe affaires et 66 en classe économique. Les configurations 82 et 90 sièges sont Economy seulement.

## Réduction du bruit

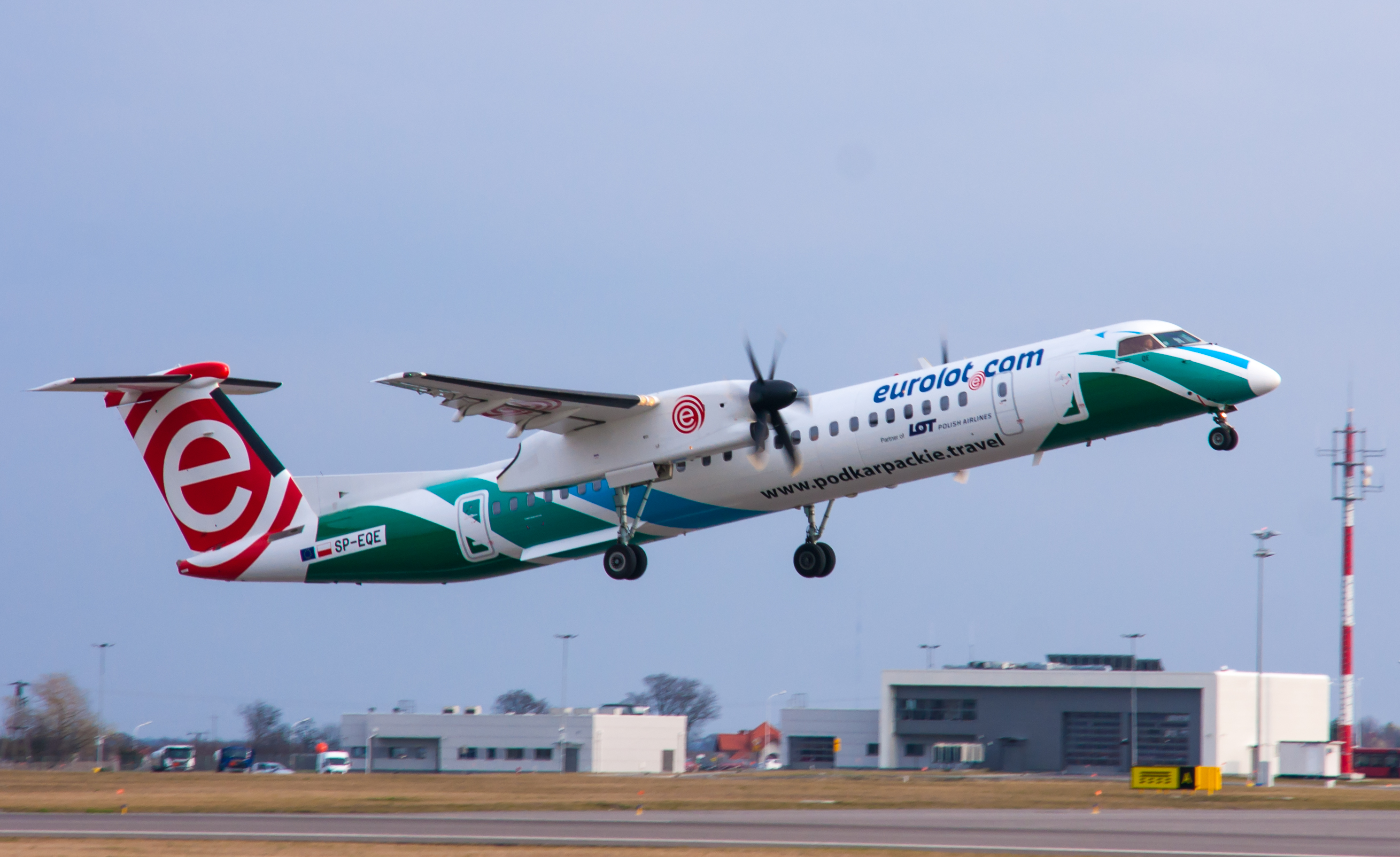
Un bombardier Q400.

Le Noise and Vibration Suppression (NVS), un système de suppression du bruit et des vibrations, peut être activé à partir du panneau de commande de la cabine (gérant également la température et l'éclairage). Ce système s'est avéré très efficace et profitable pour les passagers, car il augmente grandement le confort de la cabine.
Le NVS est constitué de petits microphones disposés le long du fuselage de l'appareil qui transmettent continuellement des données sur le son et les vibrations à un ordinateur de bord. Lorsque la vibration créée par les hélices est trop intense, l'ordinateur de bord active des atténuateurs de trépidations à vibrations accordées (ATVA), disposés eux aussi le long du fuselage. Ces atténuateurs produisent des vibrations en phases opposées à celles des hélices et annulent ainsi l'effet de vibrations de celles-ci.
En plus d'atténuer les vibrations, les ATVA atténuent aussi le bruit.
Le NVS n'est pas seulement installé sur le Q400, mais aussi sur tous les autres avions de la Qseries, tels que le Q100, le Q200 et le Q300.
En parallèle, une hélice Dowty hexapale à pas variable assure une optimisation de la propulsion et une réduction du niveau sonore.

## Q400X
Ce fut la dénomination initiale du Q400 90 sièges commercialisé à partir de 2016 sous la dénomination Q400 NextGen.

## Problèmes avec le train d'atterrissage principal chez SAS
En janvier 2000, la compagnie Scandinavian Airlines (SAS) a été la première compagnie à exploiter commercialement le Q400. Un appareil à Aalborg, le 9 septembre 2007, et un autre, dérouté sur Vilnius le 12 septembre 2007, ont effectué des atterrissages d'urgence en raison d'une défaillance de verrouillage du train d'atterrissage principal. 
À la suite de ces deux incidents, SAS a temporairement suspendu l'exploitation de ses Q400. Elle a procédé à une inspection complète des trains d'atterrissage et au remplacement systématique d'une pièce vraisemblablement affectée par la corrosion. Les appareils ont été remis en service progressivement à partir du 3 octobre 2007. SAS a également affirmé être en discussion avec Bombardier pour obtenir des compensations financières à la suite de l'interruption de l'exploitation commerciale de l'appareil.
Le 27 octobre 2007, un Q400 de la SAS est contraint par une défectuosité du train d'atterrissage principal d'effectuer un atterrissage d'urgence à Copenhague. Ce troisième incident était cependant différent des deux précédents, car dû à un joint mal placé.

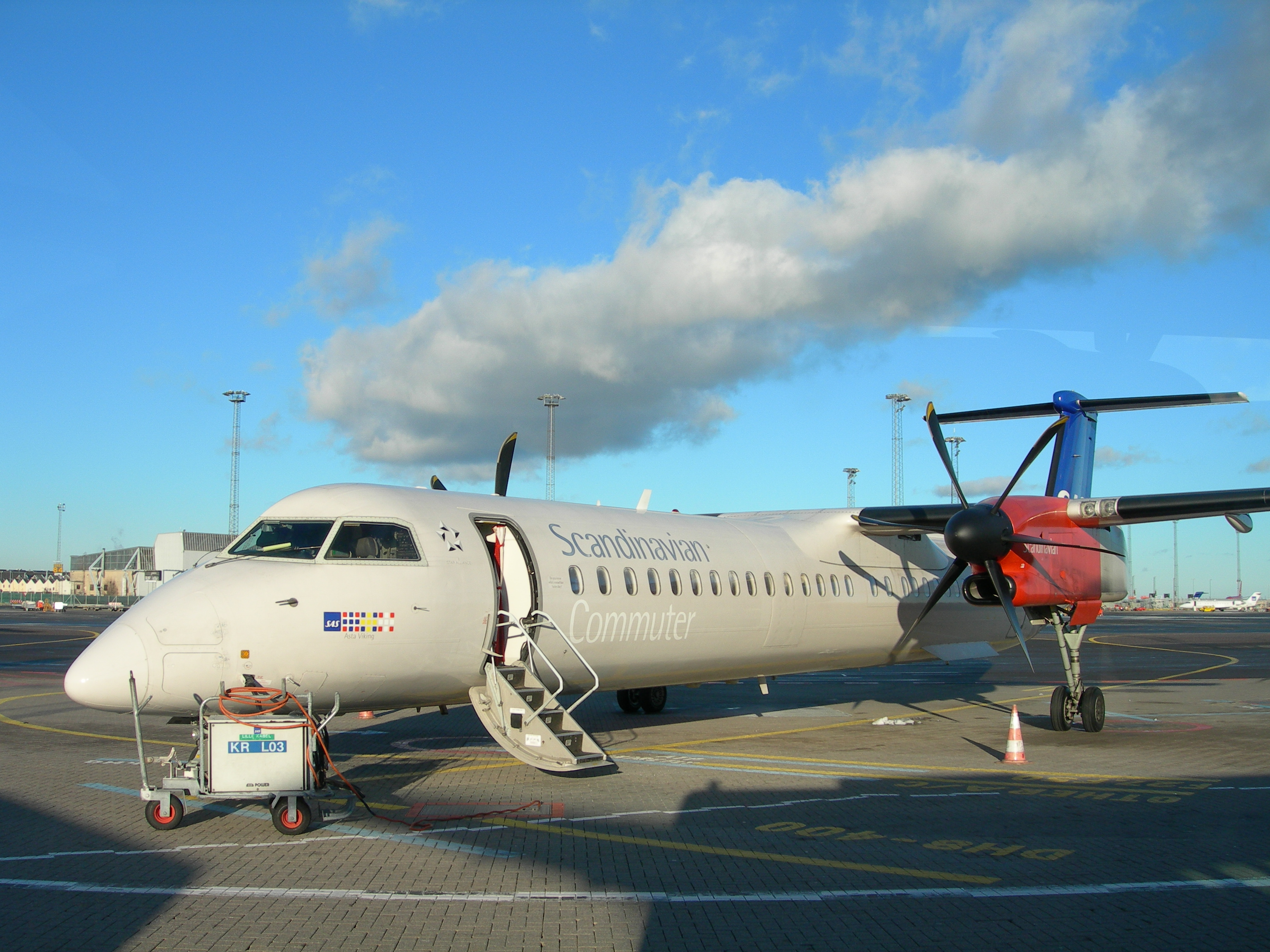
Un Q400 de SAS.

Le lendemain, SAS a annoncé sa décision d'arrêter l'exploitation de sa flotte de Q400, constituée de 27 avions au total et contribuant selon elle à environ 5 % du trafic passager de la compagnie. Elle a affirmé que le Dash 8-Q400 avait provoqué des problèmes répétés « liés à la qualité », et que ces incidents provoquaient des retards sur les lignes où cet appareil était exploité.
Le train d'atterrissage principal du Dash 8-Q400 est fabriqué par la compagnie américaine Goodrich, et son installation est réalisée par Bombardier. À la suite des problèmes rencontrés par SAS, ces deux constructeurs ont réagi en mettant en place des procédures de vérification, qui ont toutefois confirmé la fiabilité de ces équipements.
Le 15 novembre 2007, SAS réclamait une compensation de 78,3 millions $US à Bombardier en raison du coût lié aux deux premiers incidents. Les enquêtes tendent cependant à mettre en cause l'entretien des appareils effectué par SAS, et non leur conception. En 2008, SAS est la seule compagnie à avoir cessé d'exploiter le Q400. 23 autres compagnies continuent en effet à l'utiliser quotidiennement avec succès et sans problème notable, ce qui remet en cause la maintenance des appareils de SAS.
En mars 2008, SAS a conclu un accord avec Bombardier comprenant à la fois une compensation financière et une commande de nouveaux avions, dont 14 Q400 équipés d'un train d'atterrissage modifié (NextGen).

## Lutte contre les incendies de forêt

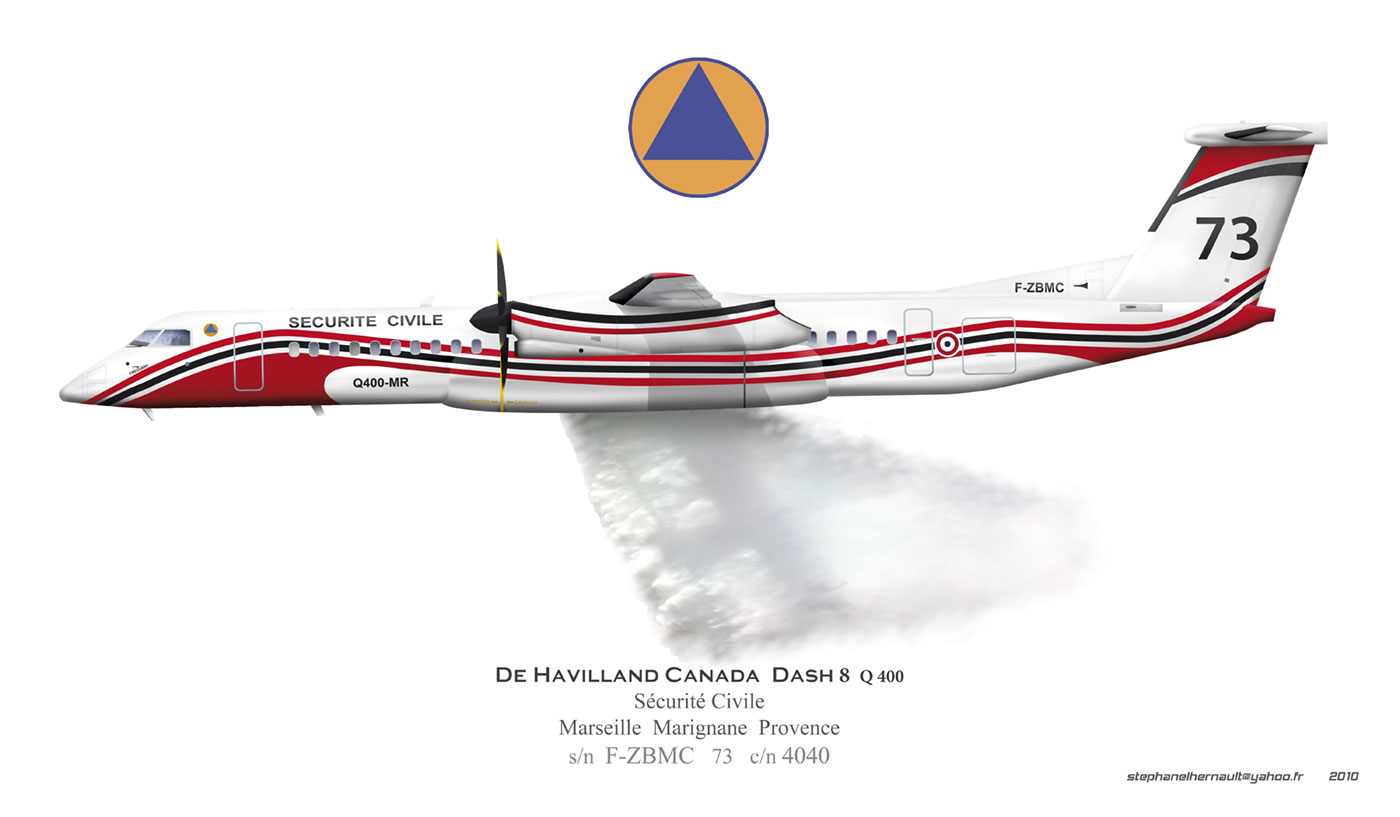
Bombardier Q400 bombardier d'eau de la Sécurité civile française.

Dans le cadre d'un appel d'offres diffusé par les autorités françaises pour l'acquisition d'avions de lutte contre les incendies, le fabricant a adapté le Q400, initialement destiné au transport de passagers, à la lutte anti-feu. Malgré un facteur de charge plus faible que celui spécifié dans le cahier des charges, l'avion a été retenu en raison de ses grandes performances, permettant de couvrir les deux départements soumis aux plus forts risques d'incendies estivaux, le Var et les Bouches-du-Rhône.
Lors de l'incendie du Maïdo, qui s'est déclaré le 25 octobre 2011, deux avions Bombardier Q400 (Dash-8) de transport de troupes sont reconfigurés et envoyés de la métropole vers l'île de la Réunion. L'envoi, considéré tardif, survenu alors que 2 600 ha du Parc national de la Réunion avaient été consumés en 8 jours, a suscité une polémique entre les élus locaux et le gouvernement. La ministre de l'Environnement Nathalie Kosciusko-Morizet explique dans un premier temps que l'envoi de l'avion n'est pas possible, car son trajet prendrait 6 jours, les distances sur l'île limiteraient son action à 5 passages par jour sur le lieu de l'incendie, et le terrain accidenté en feraient un moyen moins adapté que les hélicoptères,. Le préfet de la Réunion, Michel Lalande, renchérit que lors de l'incendie du Maïdo d'octobre 2010 (lors duquel avaient brûlé 800 ha), la durée du trajet, les pannes de l'appareil et les conditions météorologiques limitant l'intervention de l'appareil au matin, avaient montré que cet avion n'était pas adapté,. Le ministre de l'Intérieur Claude Guéant prend finalement la décision le 1er novembre 2011 d'envoyer deux avions de la Sécurité civile en appui des quatre cents hommes dépêchés par Marie-Luce Penchard, ministre de l'Outre-mer. La préparation de l'avion pour le voyage dure dix heures et le trajet dix-sept heures de vol, avec un changement d'équipage. L'incendie n'a été déclaré éteint que fin janvier 2012, le dernier avion étant rentré en métropole le 22 décembre 2011.
L'avion, qui reçoit ses instructions d'un hélicoptère en vol stationnaire, effectue un premier passage de reconnaissance, puis un second passage au cours duquel il largue sa charge de 10 000 L. Le largage est effectué à 40 m du sol, à la vitesse horizontale de 230 km/h . Le largage est effectué alors que la zone doit être vide de présence humaine dans une largeur de 200 m. Lors de l'incendie du Maïdo, l'avion a pu effectuer environ quinze largages par jour.
Un détachement annuel est mis en place chaque année depuis octobre 2012 lors de la saison des feux (octobre à décembre) sur l'île de la Réunion à partir de l'aéroport de Saint-pierre (Pierrefonds). Ce détachement permet une réaction immédiate dans le cadre de la lutte contre les feux. La motorisation importante du Dash 8 Q400MR lui permet d'opérer en sécurité et sans limitation en particulier sur les feux en altitude.

## Accidents et incidents liés au Bombardier Q400

### Buffalo, février 2009
Dans la nuit du 12 au 13 février 2009, un Dash-8 Q400 de la Colgan Air pour Continental Airlines, s'écrasa dans la zone urbaine de Buffalo aux États-Unis, alors qu'il n'était qu'à environ sept kilomètres de l'aéroport. Il y a eu cinquante victimes au total : quarante-cinq passagers, quatre membres d'équipage et une personne au sol. On a d'abord soupçonné la formation de givre sur les ailes comme la cause de l'écrasement. Cependant, une étude des boîtes noires et des registres de formation des pilotes chez Colgan Air a conduit à conclure à une erreur humaine. En effet, toutes les preuves et indices démontrent que le Q400 fonctionnait parfaitement dans les instants précédents la chute mortelle. L'équipage composé d'un commandant et d'un copilote, fatigué et distrait par une conversation (inappropriée pendant cette phase de vol) a causé la perte complète de l'appareil et de tous ses occupants. Les deux pilotes n'auraient pu ni l'un ni l'autre bénéficier de bonnes conditions de repos. Le givre présent sur les ailes était géré de façon adéquate par le système de dégivrage de l'appareil. En approche de l'aéroport, l'alarme de vitesse de décrochage (sonnant 20 nœuds avant la vitesse de décrochage sur cet appareil) a fait vibrer le manche, sortant ainsi de leur torpeur les pilotes qui n'avaient rien vu venir, ce malgré un bon fonctionnement des instruments de bord. Au lieu d'augmenter légèrement les gaz et d'abaisser un peu le nez de l'appareil comme usuellement recommandé en de telles circonstances, la réaction de l'équipage fut d'abaisser les volets et de cabrer l'appareil ralentissant davantage l'avion. Le Q400, ainsi anormalement ralenti, a viré sur l'aile et a piqué à la verticale droit sur une maison familiale. L'enquête démontrera que ces pilotes n'auraient tout simplement pas dû se retrouver aux commandes de cet appareil ce jour-là.
Le Conseil national de la sécurité des transports (NTSB) américain a conclu à l'erreur de pilotage, mais aussi souligne les piètres conditions de travail offertes au personnel navigant dans les lignes régionales américaines. Faible expérience, formation insuffisante, volume de travail et piètre rémunération seraient au cœur de ce drame.

### Sarrebruck, septembre 2015
Le 30 septembre 2015, un Dash-8 Q400 de la compagnie Luxair Luxembourg Airlines rate son décollage à l'aéroport de Sarrebruck (SCN) du vol LG9562. Alors que l'avion décolle, le décollage est brusquement interrompu et l'appareil finit sur le ventre. Il n'y a aucun blessé parmi les seize passagers et quatre membres d'équipage. Le 17 novembre 2015, le président de la compagnie aérienne Luxair, Adrien Ney, informe la presse que l'incident est « lié à une erreur humaine du copilote » et que « la réaction du pilote, très expérimenté, a été exemplaire. Il est parvenu à éviter un accident bien pire ». L'avion endommagé immatriculé LX-LGH ne sera finalement pas réparé pour une raison de coût de réparations trop élevé. Un nouvel appareil du même type viendra remplacer l'avion endommagé.

### Katmandou, mars 2018
Le 12 mars 2018, un Dash-8 Q400 de la compagnie Bangladaise US Bangla Airlines immatriculé S2-AGU et assurant le vol BS211, s'écrase à l'atterrissage sur l'aéroport de Katmandou. L'appareil a pris feu et est complètement détruit.
L'appareil transportait 67 passagers et 4 membres d'équipage. Un premier bilan - 12/03/2018 13:36 CET) fait état de 16 survivants hospitalisés au Medical College de Katmandou. Le bilan annoncé par les autorités népalaises est d'« au moins 50 morts ».

### Seattle, août 2018
Le 10 août 2018, un bagagiste procède à un « décollage non autorisé » d'un Bombardier Q400 de Horizon Air à l'aéroport international de Seattle-Tacoma, sans passager. Le pilote néophyte effectue un tonneau avec cet appareil alors qu'il se situe seulement à 2000 pieds. Il réussit à relever celui-ci à uniquement 10 pieds du sol. Cette manœuvre a été validée par 2 chasseurs américains qui étaient là pour abattre l'avion si celui-ci devait s'écraser en ville. Ce bagagiste est une légende chez les pilotes pour avoir réussi une manœuvre considérée comme impossible. Par ailleurs, cet avion n'était pas prévu pour ce type d'utilisation aurait dû se disloquer à cause des pressions subies sur le fuselage. Il finit par s'écraser par manque de carburant sur l’île Ketron ,,.

### Abidjan, juillet 2022
Un Dash-8 d'Air Côte d'Ivoire casse son train avant à l'atterrissage sur la piste de l'aéroport Félix Houphouet Boigny provoquant le déroutement des autres vols prévus vers l'aéroport d'Accra. Heureusement, aucune victime n'est à déplorer.

### Tokyo, janvier 2024
Le 2 janvier, à l'atterrissage, un Airbus A350 de Japan Airlines percute un Dash 8 des garde-côtes japonais qui s'apprêtait à décoller. L'A350 s'enflamme ainsi que le Dash 8. Aucune victime dans l'A350 (les 379 occupants sont évacués par les toboggans). 5 morts dans le Dash 8 sur les 6 occupants,,